# نويل هال
نويل هال (بالإنجليزية: Noel Hall)‏ هو لاعب رماية أسترالي، ولد في 25 نوفمبر 1913 في Hawthorn, Victoria ‏ في أستراليا، وتوفي في 18 أبريل 2010.

## وصلات خارجية
- نويل هال على موقع أوليمبيديا (الإنجليزية)